# مسجد مسلمة بن مخلد
جامع مسلمة بن مخلد' ، هو أحد المساجد التي انشئت في عصر الدولة الايوبية في مصر .
ليس في الدولة الايوبية وانما في العصر الاموي

## وصفه
يعرف الشارع الذي به ضريح مسلمة باسم شارع مسلمة بن مخلد. أما الآن فقد تغير اسم الشارع الموجود به الضريح وأصبح سوقا للباعة المتجولة متفرع من الشارع المؤدى إلى جامع عمرو بن العاص. والضريح عبارة عن زاوية صغيرة بداخلها غرفة مربعة تقوم عليها قبة صغيرة.

## روابط خارجية
- آثار القاهرة الإسلامية نسخة محفوظة 31 مايو 2014 على موقع واي باك مشين.